# Porridge

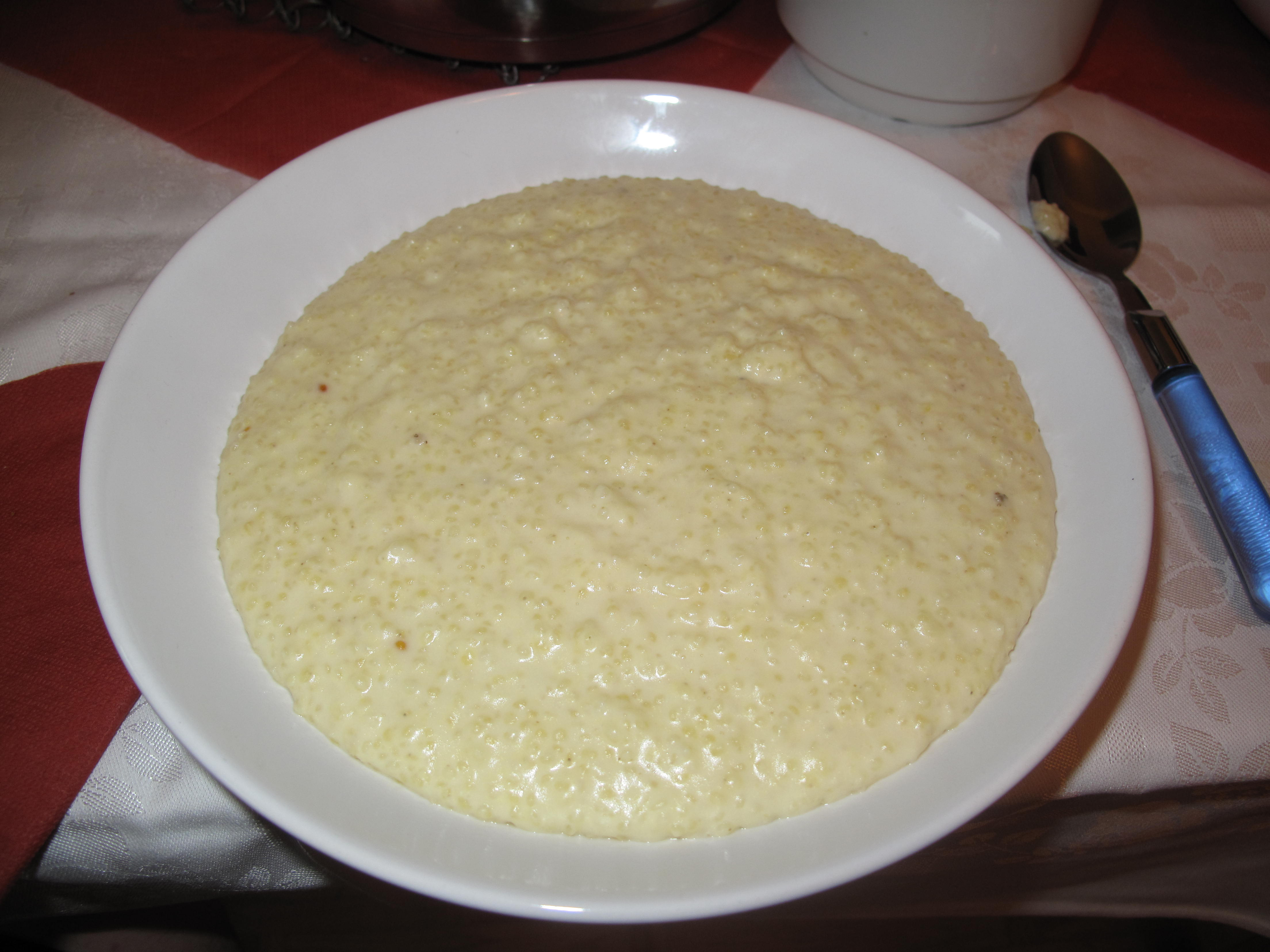
Porridge fet amb mill.

Porridge (també dit porage, parritch, etc.) és el nom anglès per a unes farinetes fetes bullint civada (en flocs, farina o trossejada) o uns altres cereals amb aigua, llet, o totes dues coses. El resultat és una pasta consistent on podem afegir llavors, fruits secs o trossos de fruita. Sovint es cuina o se serveix amb aromes afegits com sucre, mel, fruita o xarop per fer un cereal dolç, o es pot barrejar amb espècies, carn, o verdures per fer un plat salat. Normalment se serveix calent en un bol, depenent de la seva consistència. Es pot fer servir uns altres cereals o lleguminoses, però llavors té uns altres noms, com polenta o gofio.
El porridge de civada i sèmola és la varietat més populars en molts països. A més de la civada hi pot haver arròs, blat, ordi, dacsa, o lleguminoses com el pèsol porpra (Pisum sativum var. arvense). El gruel és semblant al porridge, però és més aviat una beguda, que era molt habitual a l'era victoriana del segle xix.

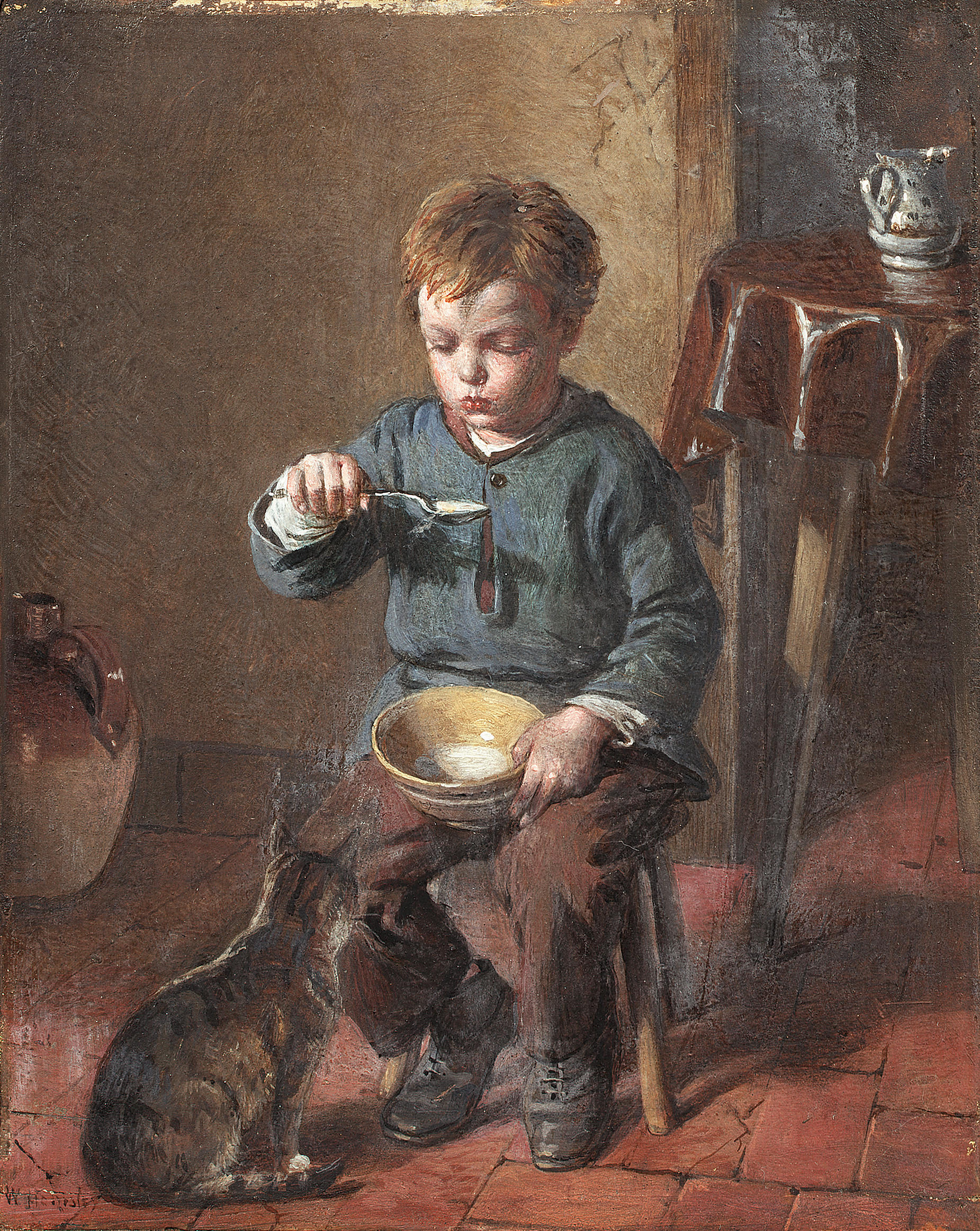
William Hemsley (1893)

## Nutrició
Un plat porridge de civada té molts nutrients com hidrats de carboni complexos, és molt ric en fibra soluble, àcids grassos omega-6, vitamines grup B i E i, finalment, és ric en magnesi, zinc, potassi, calci i ferro.
Els beneficis nutricionals de les farinetes s'estenen al rendiment atlètic. Els hidrats de carboni complexos de la civada proporcionen un flux constant d'energia, reduint el risc de fatiga durant l'activitat física prolongada. Un aliment amb un índex glucèmic baix, com la civada, ofereix energia sostinguda, convertint-lo en un àpat ideal abans de l'entrenament.
El contingut de fibra de la civada també contribueix a la salut intestinal, ja que afavoreix un microbioma intestinal saludable, crucial per a l'absorció de nutrients i la salut digestiva general. La investigació suggereix que un microbioma ben equilibrat pot millorar el rendiment atlètic en general, tot i que es necessiten més estudis en aquest àmbit.
A més, la civada conté antioxidants, incloent les avenantramides, que han demostrat reduir la inflamació en el cos. Aquests compostos poden millorar la recuperació i ajudar a prevenir lesions induïdes per l'exercici.
Tant per a atletes com per a no atletes, les farinetes poden ser una eina valuosa per al control del pes. El seu alt contingut en fibra promou la sacietat, ajudant a reduir la ingesta total de calories sense sacrificar nutrients essencials.

## Història
Històricament, el porridge, o les farinetes de la cuina catalana i occitana, eren un aliment bàsic a Europa, Àfrica i Àsia, és a dir, comú a totes les societats agrícoles que practiquen el cultiu de cereals a partir del Neolític. Des de l'antiguitat es feien de civada, ordi, blat, guixes, faves seques…. Els ibers ja en menjaven, així com els grecs i romans (puls). A l'antiga Grècia es preparaven farinetes amb farina obtinguda de lleguminoses i d'ordi però fou l'Imperi Romà qui va popularitzar el pullmentum entre les legions romanes usant farina del blat i de la seva espècie precursora, la polenta. De fet, de la denominació llatina far o farris deriva la paraula farina i d'aquí, farinetes.Aquest aliment, era molt econòmic i energèticament rendible perquè ofereix una gran aportació calòrica i és ric en vitamines del tipus B.
El porridge ha estat tradicionalment associat a Escòcia, possiblement perquè la civada es pot cultivar amb èxit en sòls marginals. i, per extensió, el porridge era un aliment tradicional del nord d'Europa i de Rússia. El cereal més comú per fer-ne era l'ordi, però se'n feien amb altres grans i pèsols grocs, depenent de les condicions locals, és a dir, del que tenien a mà, amb carns, cultius d'arrels, verdures i herbes afegides per a donar gust.
El porridge es podia cuinar en un bullidor metàl·lic o escalfar-se en un recipient de terrissa. Existeixen en moltes cultures: Espanya (gachas), Portugal,  Astúries (farines, farrapes), Itàlia (polenta), Romania (mamaliga), Occitània (milhàs i altres noms) i en general tota la Mediterrània. Plats similars, antics i tradicionals són el farro o la polenta típics de Catalunya, Occitània o Itàlia. Després de la introducció, des d'Amèrica, del blat de moro i el seu cultiu, es preparaven amb aquesta farina, encara que el seu consum en excés i sense mesures higièniques adequades produïa pel·lagra i anèmia en diferents graus, a més d'altres patologies segregades pels fongs paràsits del blat de moro.
També en donaven per esmorzar als reclusos en el sistema penitenciari britànic durant el segle XIX i principis del segle xx, i d'aquesta manera l'expressió del slang "doing porridge" volia dir en argot estar a la presó.
Als països catalans, històricament, la farina que s'obtenia en moldre els grans es torrava i barrejava amb líquid fins a obtenir una mena de farinetes. Si es volia dolça es barrejava amb llet i sucre, aromatitzant-la amb pell de taronja o llimona, canyella o vainilla; per elaborar-la salada es barrejava amb aigua o brou preparat amb greix de porc del perol fregit de la matança.  Després de la Guerra Civil espanyola, les farinetes, fetes de farina de blat o de blat de moro, foren un plat bàsic de la mainada de les classes populars, es menjaven per a esmorzar i per a sopar. Les farinetes es cuinaven amb farina, aigua, un pessic de sal i un raig escadusser d’oli; aportaven nutrients de digestió lenta que solien enganyar la gana.
Actualment, el porridge es menja, sobretot, per esmorzar, sovint s'hi afegeix sal, mantega, sucre, llet, o nata. Al Carib anglòfon s'hi afegeix canyella, nou moscada, sucre sense refinar, i essència d'ametlles. Alguns fabricants de cereals per esmorzar com Scott's Porage Oats, venen porridge ja fet. El porridge és una de les maneres més fàcils de pair els cereals o lleguminoses, i a moltes cultures es fa servir per a la recuperació dels malalts. També en mengen els esportistes.

## Variants

### Porridge d'avena
Conegudes simplement com a porridge al Regne Unit, Austràlia, Irlanda, Nova Zelanda i el Canadà, i com a oatmeal (‘farina de civada’) o oatmeal mush (‘puré de farina de civada’) als Estats Units. Són també un desdejuni tradicional a Escandinàvia i Islàndia, i es diuen havregrød a Dinamarca, havregrynsgröt a Suècia, havregrøt a Noruega, hafragrautur a Islàndia i kaurapuuro a Finlàndia. S'han trobat porridge de civada en els estómacs de cossos conservats d'éssers humans del Neolític en el centre d'Europa i Escandinàvia. Algunes varietats de les Porridge de civada són:
- Steel-cut oat porridge, porridge de civada tallada a ganivet, habituals a Escòcia, l'illa de Man i Irlanda. Sovint es deixen remullar tota la nit.
- Rolled oats porridge, Porridge de flocs de civada.
- Groats, porridge fetes amb gra sense processar.
- Zacierka, un desdejuni tradicional polonès fet amb llet calenta i, a vegades, sucre i mantega.
- Mingau de aveia (civada bullida en llet), un desdejuni o guarnició brasiler.
- Iod kerc'h, unes farinetes de civada salada tradicional a Bretanya (França).
- Mazamorra, un plat amb diferents continguts consumit en Colòmbia, l'Argentina i Espanya

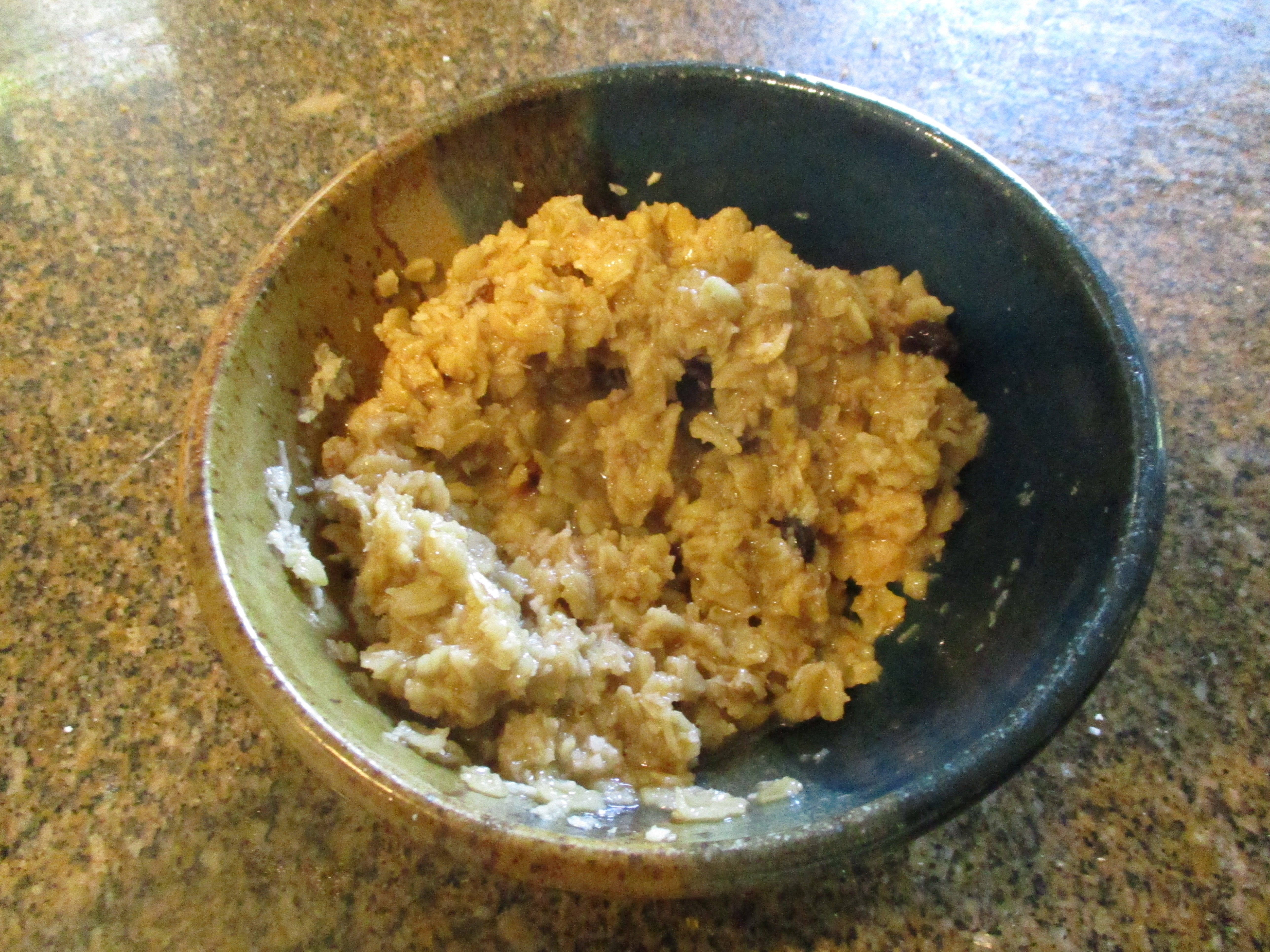
Flocs de civada amb panses sultanes, mantega, nous picades, canyella, sucre moreno i coco ratllat.

### Porridge de blat de moro
- Grits, ground hominy, habitual al sud dels Estats Units, servides tradicionalment amb mantega, sal i pebre.
- Atole (Mèxic), una beguda elaborada coent farina de blat de moro en aigua o llet i canyella. També sol fer-se amb civada.
- Gofio (Illes Canàries), farina de blat de moro torrada amb la qual a vegades s'elaboren Porridge.
- Polenta (Itàlia).
- Dalia o daliya (Índia).
- Kachamak (Turquia).
- Mămăligă (Romania).
- Champurrado o atole de xocolata (Mèxic), amb sucre, llet i xocolata. A les Filipines, es diu champorado i sol ser d'arròs amb sucre, llet i xocolata.

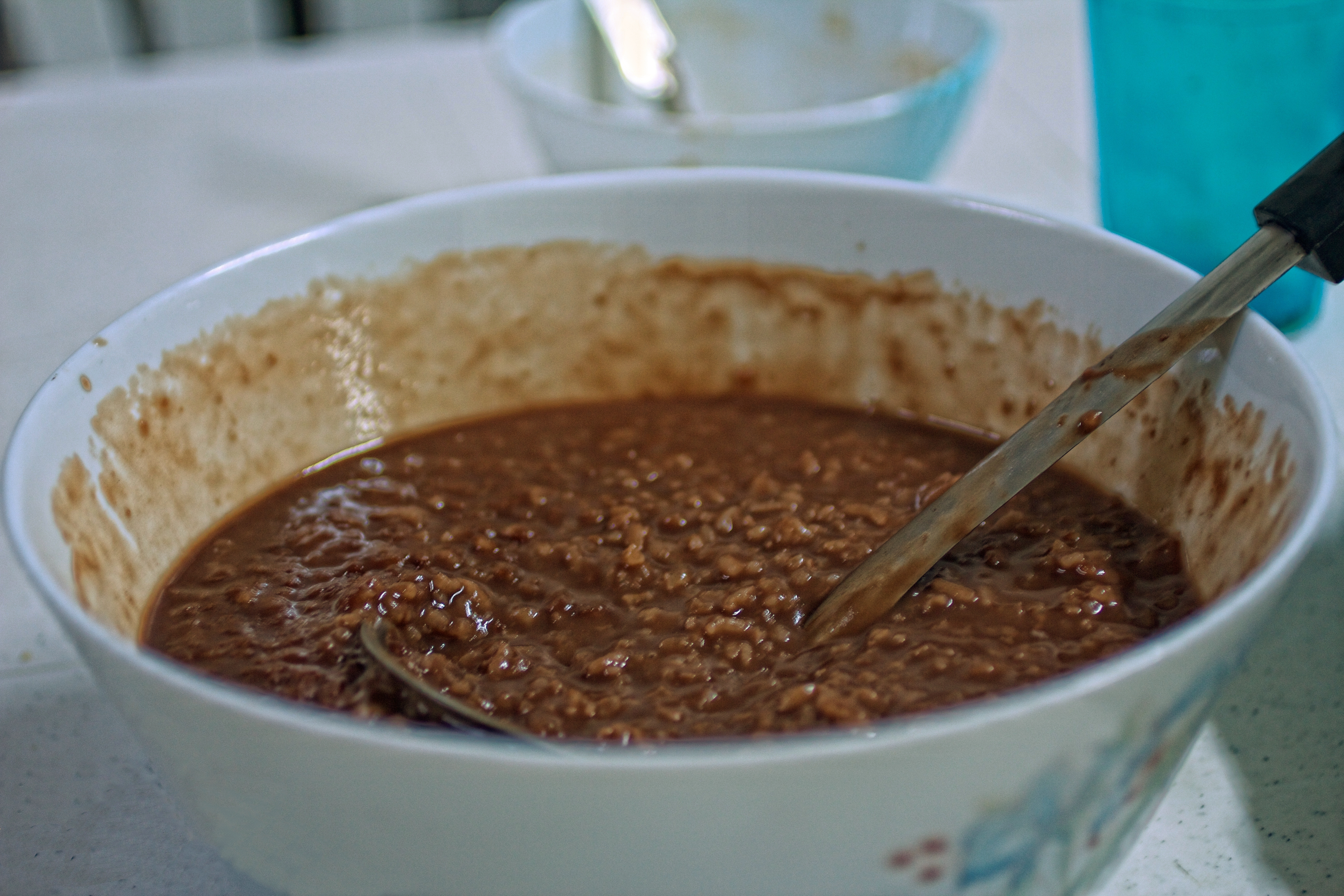
Xampurat, plat dolç de les Filipines

- Les porridge d'Almeria se solen fer amb blat de moro, trucades localment panizo.[17]
- Cornmeal mush (‘puré de farina de blat de moro’), plat tradicional dels estats atlàntics del sud i el centre dels Estats Units.
- Uji (Àfrica Oriental-Kenya), Porridge espesses fetes comunament amb farina de blat de moro barrejada amb melca i moltes altres farines diferents, amb llet o mantega i sucre o sal. El ugali, un plat més sòlid, s'elabora amb farina de blat de moro, igualment barrejada sovint amb unes altres. Aquests dos plats, sota altres noms, són aliments bàsics en gran part del continent africà: pap (Sud-àfrica), sadza (Zimbàbue), nshima (Zàmbia), tuwo o ogi (Nigèria), etcètera.
- Phutu[18] (Sud-àfrica): unes Porridge tradicionals bantús que se sol menjar amb fesols, carn o gravy) i que està feta de mielie-meal.
- Pease pudding (‘budín pagès’) o peasemeal (‘moderi pagesa’), fet de pèsols secs i tradicionals d'Anglaterra i Escòcia.
- Maizena amb llet (Xile), farinetes fetes amb Maizena i sucre dissolts en llet bullent.
- Rubaboo, fet amb blat de moro i pèsols secs i grassa animal; va ser un aliment bàsic dels voyageurs.
- Porridge de patata, menjades a Noruega. És una pasta espessa, gairebé sòlida, feta de patata cuita barrejada amb llet i ordi.
- Tsampa, una farina torrada, normalment d'ordi, menjar al Tibet, sovint barrejada amb te i mantega.

### Porridge deblat
- Cream of Wheat (‘crema de blat’) o Farina.
- Dalia, unes Porridge simples fetes amb blat trencat. És un desdejuni habitual en el nord de l'Índia. Es cuinen amb llet o aigua i es mengen amb sal o sucre afegida.
- Frumenty, Porridge de blat bullit menjat des de l'època romana, a vegades amb fruita o carn afegida.
- Porridge de crema agra (Noruega), fetes amb farina de blat cuita en crema agra amb una textura molt suau i lleugerament líquida. Se serveixen amb sucre, canyella, carn curada o fins i tot ou dur segons els costums locals.
- Porridge velluts o amb mantega (Noruega): consisteixen en una generosa quantitat de roux fet de farina de blat i mantega, afegint llet fins que pot servir-se com unes Porridge espesses.
- Farina daurada (Xile), farinetes preparades torrant farina de blat a la planxa i barrejant-la posteriorment amb chancaca (panela) i llet sencera.
- Mannapuuro (Finlàndia), postres tradicionals elaborades amb sèmola.
- Sèmola amb llet (Xile), farinetes de sèmola bullida en llet amb sucre i espècies dolces.
- Ulpo (Xile), farina de blat torrat barrejada amb sucre i llet o aigua.
  - Llet empalomada, variant del ulpo on s'utilitza una major proporció de llet i la farina torrada es barreja de manera menys uniforme perquè es formin els "coloms", grumolls que suren en la superfície de la preparació.
- Upma, Porridge de sèmola fregida tradicional al sud de l'Índia, condimentades amb ghi (mantega aclarida), ceba fregida, grans de mostassa torrats i fulles de curri, acompanyades sovint amb verdures o altres ingredients, com a patates, vitets secs i fregits, coliflor fregida i cacauets o anacards torrats.
- Wheatena, marca comercial per a les Porridge de blat integral.

### Porridge d'arròs

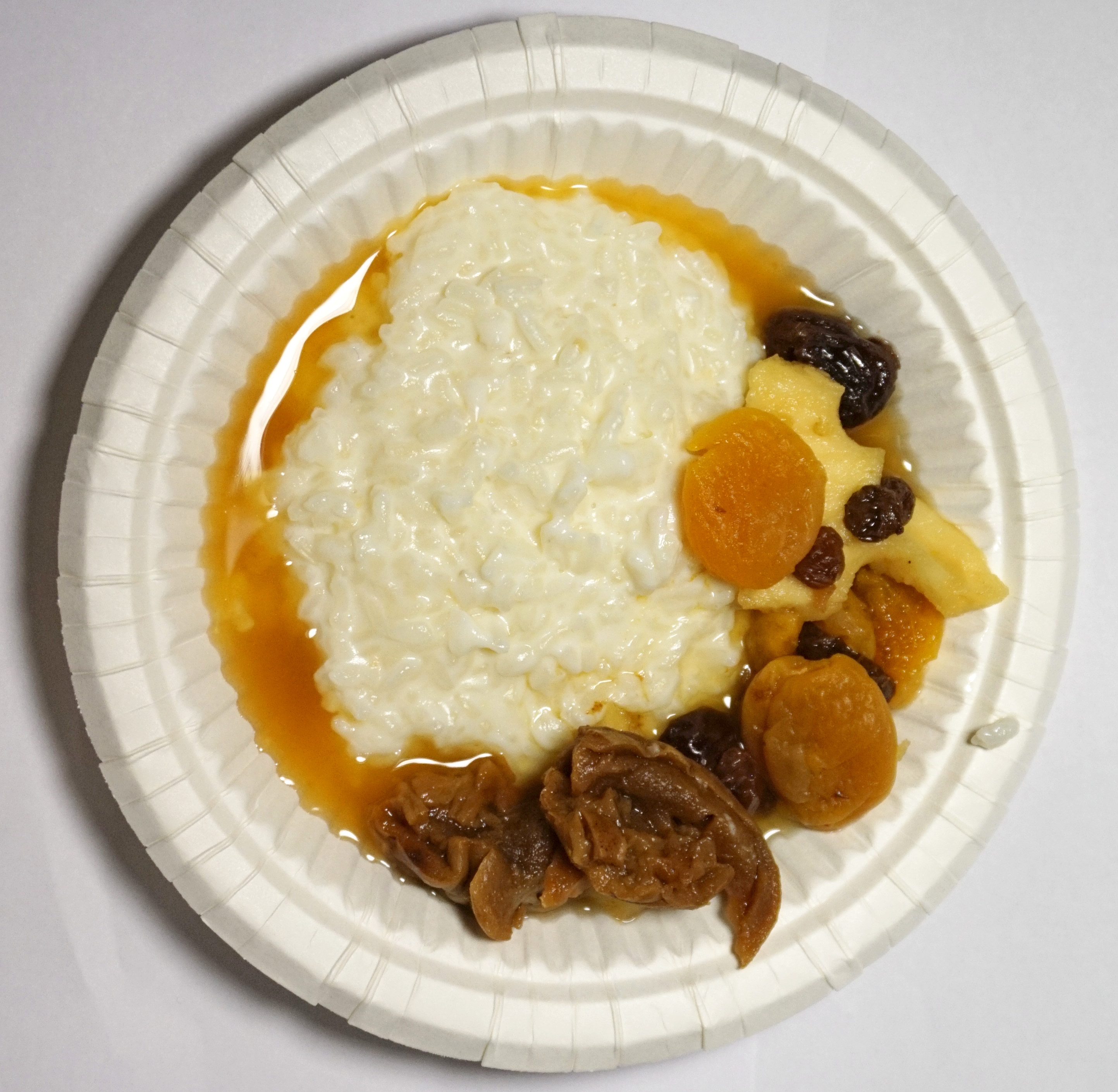
Porridge d'arròs amb sopa de barreja de fruites (Finlàndia).

- Arròs amb llet, arròs bullit en llet amb espècies dolces i sucre.
- Rizogalo (Grècia), Porridge d'arròs tradicionals cuites en llet de cabra o ovella i empolvorades amb canyella per servir-les.
- Cream of Rice, una marca nord-americana de Porridge d'arròs, cuites en llet o aigua amb sucre o sal.
- Congee, un plat d'arròs cuit comú a l'est, sud-est i sud d'Àsia:
- Congee xinès, que pot servir-se amb ou centenari, ou d'ànec a salaó, porc, coriandre, fideus wonton fregits o you tiao (tires de massa fregida).
- Les Porridge Meiling (Meiling zhou 美齡粥) a base d'arròs, nyam i llet de soja, anomenades així per Soong Mei-ling, són un plat clàssic de Nanjing.[19]
- Bubur (Indonèsia i Malàisia), del qual existeixen moltes variants regionals, com el bubur sumsum, fet amb farina d'arròs cuita amb llet de coco i servida amb salsa de sucre de palma, o el bubur menat, Porridge d'arròs barrejades amb diverses verdures i preses amb peix salat fregit i salsa picant (sambal).
- Kayu (Japó), amb sal i ceba tendra.
- Juk (죽, Corea), amb marisc, pinyons, bolets, etcètera.
- Kao dom (Tailàndia), amb coriandre, ous d'ànec en conserva, salsa de peix, bitxo en tires, brots de mostassa adobats o cabdell en salaó, escates de pebrot vermell, etcètera.
- Cháo (Vietnam), amb arròs, aigua, brou de vedella (cháo bò) o de pollastre (cháo gà), gingebre, salsa de peix, i servit sovint amb ceba tendra, amanida de cabdell i palitos de pa fregit.
- Lugaw o arròs brou (Filipines), amb safrà, gingebre i a vegades carn. Altres ingredients menys comuns són l'ou dur, el pebrot, el vitet, el puto, el lumpiang toge, el tofu, la salsa de peix, la salsa calamansi, el toyo i la ceba tendra. És un plat de carrer habitual.
- Diverses varietats d'arròs amb llet endolcit, que solen condimentar-se amb mantega i espècies com la canyella. Als països nòrdics és un desdejuni tradicional nadalenc.

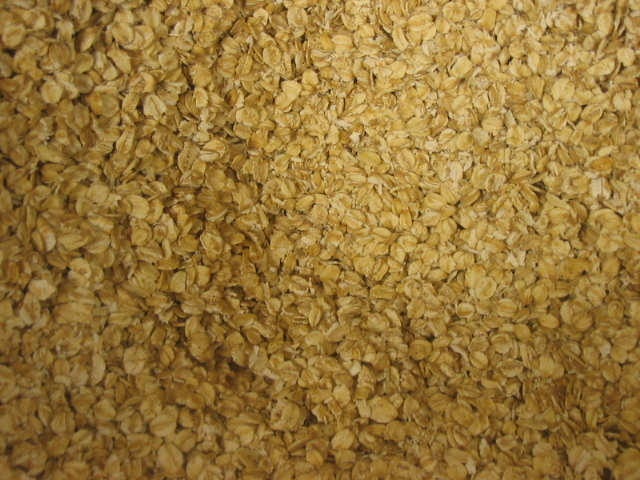
Porridge abans de ser cuites.

### Porridge defajol
Fetes amb farina de fajol en mantega o iogurt. Són consumides per grups ètnics minoritaris a Rússia, sent el iogurt més habitual al Caucas. Els grans de fajol torrats també poden coure's en llet o aigua, afegint-se després sucre per a obtenir un desdejuni popular rus.

### Porridge dequinoa
Quinoa de carretó, al Perú. Porridge de quinoa aromatitzat amb peles de pomes, peles de pinya, canyella i claus d'olor. Dissolta en fècula de papa amb trossos de fruita.

### Porridge demill
- Oshifima o otjifima, unes Porridge de mill perlat que són un aliment bàsic del nord de Namíbia.
- Porridge de mill (Orient Mitjà), sovint condimentades amb comí i mel.
- Munchiro casaca, típiques de la gastronomia ainu (nord del Japó).
- Milium in aqua, unes Porridge de mill fetes amb llet de cabra que es menjaven a l'Antiga Roma.[20]

### Porridge demelca
- Tolegi, esmorzar típic de l'estiu a Nova Guinea.
- Ogi o Tuwo (Nigèria), que també poden fer-se amb blat de moro.
- Mabela, consumit típicament en el desdejuni a Sud-àfrica i Zimbàbue.

### Porridge desègol
- Rugmelsgrød (Dinamarca), un sopar tradicional de l'illa de Bornholm, fetes amb sègol i aigua.
- Ruispuuro (Finlàndia), desdejuni tradicional.
- Porridge de lli, servides sovint com a part d'una mescla amb blat i sègol.

## Per a més informació
- Kravi, Anni. Porridge: Grains + Pulses + Seeds.  Hardie Grant Publishing, 2017. (diverses receptes de porridge)
- Viola Adamsson. Porridge & Muesli: Healthy recipes to kick-start your day.  Pavilion Books, 2015. (diverses receptes de porridge)
- Margaret Briggs. Porridge: Oats and Their Many Health Benefits.  Abbeydale Press, 2007.